# 陸軍中野学校 雲一号指令
『陸軍中野学校 雲一号指令』（りくぐんなかのがっこう くもいちごうしれい）は、1966年9月17日に大映が配給した、森一生監督、市川雷蔵主演のスパイ映画。市川雷蔵主演でシリーズ化された『陸軍中野学校シリーズ』全5作品の、第2弾である。

## 配役
- 市川雷蔵 : 椎名次郎
- 加東大介 : 草薙中佐
- 村松英子 : 梅香
- 仲村隆 : 杉本明
- 中野誠也 : 佐々木
- 伊達三郎 : 周王洋
- 越川一 : 元川一郎
- 木村玄 : 堺
- 森矢雄二  : 久保田
- 尾上栄五郎 : 守衛
- 原聖四郎 : 医師
- 石原須磨男 : 番台
- 近江輝子 : 焼鳥屋のおかみ
- 香山恵子 : 佐々木の妻邦子
- 毛利郁子 : 芸者
- 戸浦六宏 : 山岡中佐
- 佐藤慶 : 西田大尉

## スタッフ
- 監督 : 森一生
- 監修 : 日下部一郎
- 企画 : 関幸輔
- 撮影 : 今井ひろし
- 美術 : 太田誠一
- 音楽 : 斎藤一郎
- 助監督 : 大洲斉
- 編集 : 谷口登司夫
- 脚本 : 長谷川公之

## 併映作品
- 『続・酔いどれ博士』 : 田中徳三監督

## 陸軍中野学校シリーズ
- 『陸軍中野学校』 (1966年6月4日) 増村保造監督
- 『陸軍中野学校 雲一号指令』(1966年9月17日) 森一生監督
- 『陸軍中野学校 竜三号指令』 (1967年1月3日) 田中徳三監督
- 『陸軍中野学校 密命』 (1967年6月17日) 井上昭監督
- 『陸軍中野学校 開戦前夜』 (1968年3月9日) 池広一夫監督